# Jeffrey Ford
Jeffrey Ford (ur. 18 grudnia 1955 w West Islip) – amerykański autor fantastyki, wielokrotny zdobywca Nagrody World Fantasy.
Absolwent Binghamton University. Wykłada literaturę na Brookdale Community College w hrabstwie Monmouth, jako wykładowca bierze także udział w warsztatach pisarskich Clarion Workshop.
Debiutował w 1981 r.
Jeffrey Ford gościł w Polsce na początku 2010 r., promując nowo wydany magazyn „Fantasy & Science Fiction”.

### Powieści
- Vanitas (1988)
- The Portrait of Mrs. Charbuque (2002)
- The Girl in the Glass (2005, Nagroda Edgara Allana Poego)
- The Shadow Year (2008; Nagroda World Fantasy)

#### Trylogia Cleya
1. Fizjonomika (The Physiognomy 1997, wyd. polskie Wydawnictwo Solaris 2007; Nagroda World Fantasy)
2. W labiryncie pamięci (Memoranda 1999, wyd. polskie Wydawnictwo Solaris 2009)
3. Rubieże (The Beyond 2001, wyd. polskie Wydawnictwo Solaris 2010)

### Zbiory opowiadań
- The Fantasy Writer’s Assistant (2002; Nagroda World Fantasy)
- The Empire of Ice-Cream (2006)
- The Drowned Life (2008; Nagroda World Fantasy)

W Polsce ukazały się także m.in. nagrodzone opowiadania: Asystentka pisarza fantasy (Nagroda World Fantasy, Nowa Fantastyka nr 5/2008), Imperium lodów (Nebula, Kroki w nieznane 2006), Dzieło stworzenia (Nagroda World Fantasy, Nowa Fantastyka nr 12/2003).